# Édouard Adolphe Déodat Marie Damesme

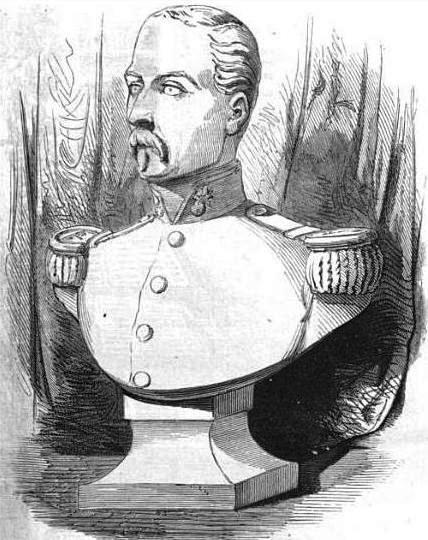
O militar e general francês E. Marie Damesme.

Édouard Adolphe Déodat Marie Damesme (Fontainebleau, 23 de janeiro de 1807 - Paris, 1848) foi um militar francês. Ele foi nomeado por duas vezes, o chefe do batalhão de infantaria da África em 1840, entretanto em 1848, sofreu uma lesão grave no abdômen e nunca se recuperou.